# Rocky Mountain Institute
Il Rocky Mountain Institute (RMI) è un'organizzazione statunitense che si occupa di ricerca, pubblicazione, consulenza e studio nel campo generale della sostenibilità, con speciale riguardo alle innovazioni per l'efficienza energetica.
L'RMI è stato cofondato nel 1982 dal fisico Amory Lovins e conta 90 dipendenti con un budget annuale di circa 15 milioni di dollari. L'RMI intende essere indipendente e neutrale, con una forte enfasi su soluzioni basate sul mercato. Del lavoro di questo istituto hanno beneficiato oltre 80 Fortune 500 in diversi settori produttivi.
La sede dell'RMI è a Snowmass, in Colorado e ha propri uffici a Boulder, sempre in Colorado.

## Premi
Il cofondatore dell'RMI Amory Lovins ha ricevuto nove dottorati onorari, un MacArthur Fellowship, un Premio Heinz, un Premio Lindbergh, un Right Livelihood Award ed è un membro onorario dell'American Institute of Architects (AIA).